# Omobranchus verticalis
Omobranchus verticalis är en fiskart som beskrevs av Springer och Gomon, 1975. Omobranchus verticalis ingår i släktet Omobranchus och familjen Blenniidae. Inga underarter finns listade i Catalogue of Life.